# TommyInnit
Thomas Michael Simons (* 9. dubna 2004 Nottingham), známý jako TommyInnit, je britský online streamer, YouTuber a komik. Známý je zejména jako tvůrce videí z videohry Minecraft, a to konkrétně v letech 2020 až 2023 ze serveru Dream SMP. 
K dubnu 2023 mělo jeho celkem 11 kanálů na platformě YouTube necelých 28 milionů odběratelů a téměř tři miliardy zhlédnutí. Na platformě Twitch měly jeho dva kanály dohromady přes devět milionů sledujících (hlavní měl 7,4 milionu) a byl tak vůbec nejsledovanějším streamerem videohry Minecraft na této platformě a 18. nejsledovanějším streamerem na celé platformě bez ohledu na tvořený obsah. 